# Symbolický hřbitov obětí Malé Fatry
Symbolický hřbitov v Malé Fatře (slovensky Symbolický cintorín v Malej Fatre) se nachází nedaleko Chaty Vrátna v závěru Vrátné doliny. Hřbitov byl otevřen a posvěcen 25. července 1998 jako v pořadí třetí slovenský symbolický hřbitov věnovaný obětem neštěstí v horách. Hřbitov vybudovala Horská služba.
Na hřbitově jsou tabulky se jmény obětí. V době postavení bylo na hřbitově 52 tabulek se jmény obětí, kteří zahynuli v letech 1957 - 1997 a tabule se jmény 14 obyvatel osady Štefanová, kteří se 11. června 1848, stali oběťmi vodního přívalu na horské bystřině. Hřbitovu dominuje kříž s nápisem „Mŕtvym na pamiatku, živým pre výstrahu.“